# Alla har brått
Alla har brått är en psalm av Britt G Hallqvist, skriven år 1958. Melodin (C-dur, 3/4), av Gunnar Thyrestam, komponerades år 1958 och bearbetades av Egil Hovland år 1977. Den publicerades först i Kyrkovisor för barn utgiven 1960 av Svenska kyrkans centralråds förlag Verbum.
Texten blir fri för publicering 2067.

## Publicerad i
- Kyrkovisor för barn som nr 772 under rubriken "Tron".
- 1986 års psalmbok som nr 255 under rubriken '"Förtröstan - trygghet". [1]